# Balèmba
Balèmba är en ort i Burkina Faso.   Den ligger i provinsen Gnagna Province och regionen Est, i den östra delen av landet, 180 kilometer öster om huvudstaden Ouagadougou. Balèmba ligger 268 meter över havet och antalet invånare är 1 767.
Terrängen runt Balèmba är mycket platt. Närmaste större samhälle är Bogandé, 19,5 kilometer sydväst om Balèmba.
Trakten runt Balèmba består i huvudsak av gräsmarker. Runt Balèmba är det glesbefolkat, med 19 invånare per kvadratkilometer.